# Kate O'Beirne
Kate O'Beirne, née Katherine Walsh le 23 septembre 1949 à Brooklyn (New York) et morte le 23 avril 2017 à Washington, est une journaliste et une commentatrice politique américaine. 
Elle est la correspondante à Washington de la revue National Review. Kate O'Beirne est aussi connue pour avoir animé les émissions The Capital Gang et Crossfire sur CNN.

## Biographie
Kate O'Beirne défend les positions républicaines avec Robert Novak contre les panélistes démocrates Mark Shields (en), Al Hunt (en) et Margaret Carlson.
D'origine irlando-américaine et diplômée en droit, elle s'est jointe au parti conservateur de l'État de New York pendant les années 1970.
Haut fonctionnaire dans le ministère de la santé pendant les années 1980, elle est ensuite nommée à la commission présidentielle sur les femmes dans les forces armées par George H. W. Bush.
Sa carrière à la télévision a commencé en 1995. Elle a été honorée par l'université de Saint John en 1997.